# Parafia Nawiedzenia Najświętszej Maryi Panny w Romanach
Parafia pw. Nawiedzenia Najświętszej Maryi Panny w Romanach – parafia rzymskokatolicka należąca do dekanatu Jedwabne, diecezji łomżyńskiej, metropolii białostockiej. 
Erygowana w 1420 roku. Jest prowadzona przez księży diecezjalnych.

## Zasięg parafii
W granicach parafii znajdują się miejscowości:

- Romany,
- Bagienice,
- Dzięgiele,
- Gardoty,
- Gnatowo,
- Grzymki,
- Kurkowo,
- Lisy,
- Mieczki-Sucholaszczki,
- Mieszołki,
- Ramoty,
- Rosochate,
- Siwki,
- Sokoły
- Wilamowo
- Żelazki.